# Postgenderyzm
Postgenderyzm – ruch społeczny, polityczny i kulturalny, którego członkowie postulują dobrowolną eliminację płci społecznej (gender) i zacieranie różnic płci biologicznej poprzez stosowanie zaawansowanej biotechnologii, wspomaganej technologiami reprodukcyjnymi. Za twórcę terminu postgenderyzm we współczesnym rozumieniu uważa się kanadyjski futurolog George Dvorsky.
Postgenderyści uważają, że obecność ról płciowych, stratyfikacji społecznej i poznawczo-fizycznych różnic wynikających z płci ogranicza jednostkę, a co za tym idzie całe społeczeństwa. Postgenderyści sądzą, że gdyby istniała możliwość reprodukcji wspomaganej technologicznie, seks z powodów reprodukcyjnych przestałby być potrzebny; gdyby post-genderowi ludzie mieli możliwość – zgodnie ze swoją wolą – zarówno zajść w ciążę, jak i być ojcem dziecka, zaowocowałoby to eliminacją sztywno określonych płci w społeczeństwie.

## Korzenie kulturowe
Postgenderyzm jako fenomen kulturowy ma korzenie w feminizmie, maskulinizmie, jak też w androgynii i ruchach: metroseksualnym/technoseksualnym i transgenderycznym. Jednak to dzięki filozofii transhumanistycznej postgenderyści zobaczyli możliwości zmian morfologicznych u członków gatunku ludzkiego, zwłaszcza pod względem reprodukcji. W tym sensie jest pochodną transhumanizmu, posthumanizmu i futurologii.
Pracą, która znacząco wpłynęła na takie postrzeganie przyszłych możliwości był esej feministki socjalistycznej Donny Haraway, A Cyborg Manifesto: Science, Technology, and Socialist-Feminism in the Late Twentieth Century (Manifest Cyborga: Nauka, technologia i socjalistyczny feminizm pod koniec XX wieku). W pracy tej Haraway proponuje, żeby kobiety tylko wówczas były wolne od ich biologicznych ograniczeń, kiedy mogą się obyć bez obowiązków reprodukcyjnych. Można to interpretować jako przekonanie, że kobiety osiągną prawdziwe wyzwolenie dopiero kiedy staną się organizmami postbiologicznymi czy postgenderowymi. Jednak Haraway publicznie stwierdziła, że użycie przez nią słowa „post-gender” było źle zrozumiane. Dlatego za twórcę terminu postgenderyzm w rozumieniu transhumanistycznym można uważać George’a Dvorsky’ego i jego esej „Postgenderism:
Beyond the Gender Binary”, napisany wraz z socjologiem, dr Jamesem Hughesem.

## Rodzaje postgenderyzmu
Nie wszyscy postgenderyści są zwolennikami androgynii, chociaż większość uważa, że „mieszanie” cech męskich i kobiecych jest pożądane, a szczególnie tworzenie jednostek androgynicznych, które przejawiają najlepsze z cech męskich i kobiecych, w sensie fizycznych i psychologicznych zdolności i skłonności. Czym te cechy dokładnie są, jest przedmiotem dyskusji i przypuszczeń.
Postgenderyzm nie zajmuje się jedynie fizyczną płcią i cechami jej przypisywanymi. Jego celem jest wyeliminowanie lub przekroczenie identyfikacji płciowej. W tradycyjnym modelu płciowym osoba jest mężczyzną albo kobietą (niezależnie od genitaliów), natomiast w postgenderyzmie nie jest ani mężczyzną, ani kobietą, ani inną przypisywaną rolą płciową. Wobec tego jednostka w społeczeństwie nie jest ograniczona do roli płciowej, a jest po prostu przedstawicielem ludzkości, którego (o ile w ogóle) określają jego działania.

## Technologie przyszłości
W zakresie przyszłych wspomaganych technologii reprodukcyjnych uważa się, że reprodukcja może zachodzić z pominięciem tradycyjnych metod, tzn. stosunku płciowego, a nawet sztucznego zapłodnienia. Postępy w klonowaniu ludzi, partenogenezie i konstruowaniu sztucznej macicy mogą znacząco poszerzyć możliwości ludzkiej reprodukcji.
Uważa się też, że posthumanistyczna przestrzeń będzie bardziej wirtualna niż rzeczywista. Jednostki mogą być przetransferowanymi umysłami (uploaded minds) żyjącymi jako dane w superkomputerach lub całkowicie pogrążone (immersion) w wirtualnej rzeczywistości. Postgenderyści utrzymują, że taki rodzaj istnienia nie ma związku z płcią (gender), pozwalając jednostkom na kształtowanie swojego wirtualnego wyglądu i płciowości wedle życzenia.

## Seksualność
Postgenderyści uważają, że społeczeństwo pozbawione płci (gender) nie oznacza braku jednostek zainteresowanych płcią i ludzką seksualnością. Związki seksualne i intymność międzyludzka mogą i będą istnieć w postgenderowej przyszłości, jednak mogą przybrać inne formy. Postgenderyzm jednak nie zajmuje się bezpośrednio fizycznymi czynnościami płci biologicznej czy
seksualnością.

## Powieści z wątkiem postgenderyzmu
- Kim Stanley Robinson – 2312
- Ursula K. Le Guin – Lewa ręka ciemności
- Jacek Dukaj – Perfekcyjna niedoskonałość
- Ann Leckie – Zabójcza sprawiedliwość
- Tanith Lee – Don't Bite the Sun(inne języki)
- Greg Egan – Stan wyczerpania(inne języki)
- John Varley – Steel Beach(inne języki)
- Charles Stross – Szklany dom(inne języki)
- Theodore Sturgeon – Venus Plus X(inne języki)